# Río Santa María (Cruces)
El río Santa María es un curso natural de agua que nace de las laderas orientales de la cordillera de la Costa y desemboca en el río Cruces de la cuenca del río Valdivia.

## Historia
Luis Risopatrón lo describe en su Diccionario Jeográfico de Chile de 1924:: 826 
Santa María (Rio) 39° 40' 73° 12' Es formado por cinco torrentes mas o menos caudalosos i es de poca importancia, mientras recorre la falda E de la cordillera de La Costa, hasta Iñípulli, trecho en que es bajo, de corriente rápida, de cauce cerrado por ramas i palizadas, con fondo de tosca i fragmentos de cuarzo; continúa hacia el S, poco profundo, presenta árboles que cruzan sus follajes de banda a banda i se hace mas adelante hondo, despejado í espedito para la navegación, con embarcaciones de no mas de 1,7 m de calado, en unos 7 kilómetros de su parte inferior. Presenta corrientes de 1,5 km por hora con el flujo i reflujo de las mareas i concluye por váciarse en la márjen W del rio Cruces, a 0,5 km al N de la parte N de la isla Rialejo. 1, v, p. 148; 61, xxxi, p. 176 i 184; i 155, p. 746; i riachuelo en 62, i, p. 68.